# Kjetil Mørland
Kjetil Mørland, född 3 oktober 1980 i Grimstad, är en norsk sångare och låtskrivare känd som Mørland. Han har skrivit låten "A Monster Like Me" som vann den norska finalen i Norsk Melodi Grand Prix 2015. Han framförde låten själv tillsammans med Debrah Scarlett.

## Diskografi
Album
- 2009 – Caught In the Headlights (med bandet Absent Elk)[3]
- 2016 – Make a Sail[4]

EP
- 2013 – Mørland – EP

Singlar
- 2009 – "Sun & Water" (med Absent Elk)
- 2009 – "Change My World" (med Absent Elk)
- 2010 – "Emily" (med Absent Elk)
- 2010 – "Let Me Know" (med Absent Elk)
- 2011 – "Comfort or Amuse" (med Absent Elk)
- 2013 – "Keep Me Dancing"
- 2015 – "A Monster Like Me" (med Debrah Scarlett)[5]
- 2015 – "No Firewall"